# 克羅地亞21歲以下國家足球隊
克羅地亞21歲以下國家足球隊（Hrvatska nogometna U-21 reprezentacija，簡稱克羅地亞U21），其前驅是南斯拉夫，南斯拉夫於1992年解體後克羅地亞獨立，於1993年加入國際足協及歐洲足協，代表克羅地亞參賽所屬年齡組別的足球競賽，主要為兩年一度的歐洲U-21足球錦標賽，由克羅地亞足球總會負責監控。

## 競賽歷史
2000年歐洲U-21足球錦標賽克羅地亞U21在外圍賽取得8戰6勝2和不敗佳績，力壓南斯拉夫聯盟共和國首名出線，外圍賽附加賽出戰葡萄牙，首回合作客先輸0-2，次回合主場扳回兩球，加時後再入一球，才兩回合累計3-2險勝晉級在斯洛伐克舉行的決賽週。但在決賽週卻表現不濟，分組賽3戰1和2負墊底提早出局。
四年後克羅地亞U21捲土重來，陣中擁有施拿、巴碧（Marko Babić）、尼高·卡蘭積卡、柏蘭積及伊度亞度·達施華等球員，外圍賽分組賽6戰3勝2和1負，僅以1分壓倒比利時及保加利亞首名出線，外圍賽附加賽對手是蘇格蘭，兩回合累計2-1順利過關。由德國主辦決賽週，克羅地亞再一次在分組賽失利，首場面對塞爾維亞和黑山，先落後兩球，憑卡蘭積卡及達施華的入球扳成平手，在完場前被伊雲奴域射入，以2-3落敗終場，最後分組賽成績同樣3戰1和2負僅得1分包尾出局。

### 歐青盃歷屆成績
| 年度   | 主辦國   | 冠軍     | 成績            |
| ------ | -------- | -------- | --------------- |
| 1978年 | 主客制   | 南斯拉夫 | 隸屬南斯拉夫    |
| 1980年 | 主客制   | 蘇聯     | 隸屬南斯拉夫    |
| 1982年 | 主客制   | 英格蘭   | 隸屬南斯拉夫    |
| 1984年 | 主客制   | 英格蘭   | 隸屬南斯拉夫    |
| 1986年 | 主客制   | 西班牙   | 隸屬南斯拉夫    |
| 1988年 | 主客制   | 法國     | 隸屬南斯拉夫    |
| 1990年 | 主客制   | 蘇聯     | 隸屬南斯拉夫    |
| 1992年 | 主客制   | 義大利   | 隸屬南斯拉夫    |
| 1994年 | 法國     | 義大利   | 沒有參賽        |
| 1996年 | 西班牙   | 義大利   | 外圍賽出局      |
| 1998年 | 羅馬尼亞 | 西班牙   | 外圍賽出局      |
| 2000年 | 斯洛伐克 | 義大利   | 分組賽出局（1） |
| 2002年 | 瑞士     | 捷克     | 外圍賽出局      |
| 2004年 | 德国     | 義大利   | 分組賽出局（2） |
| 2006年 | 葡萄牙   | 荷蘭     | 外圍賽附加賽    |
| 2007年 | 荷蘭     | 荷蘭     | 外圍賽出局      |
| 2009年 | 瑞典     | 德國     | 外圍賽出局      |
| 2011年 | 丹麦     |          |                 |

## 外部連結
- 歐洲足協U-21網站 （页面存档备份，存于）
- RSSSF：歐青盃全紀錄（页面存档备份，存于）